# خلاصة
الخُلاصة (أو المستخلص) هو عمل يقدم معلومات ملخصة ومكثفة وشاملة ذات دلالة ومصاغة بطريقة معينة لتعريف الباحث بمحتوى وثيقة معينة دون اضطراره للرجوع إليها كما يقدم له معلومات وبيانات ببليوجرافية كافية تساعد في التعرف على المقالات والمطبوعات في المجالات الموضوعية المتخصصة عن الوثيقة وتساعده على معرفة التطورات في مجال تخصصه دون إضاعة للوقت والجهد ويعتبر المستخلص موجز أو مختصر يمثل أو يصور محتويات الوثيقة أو المطبوع في أسلوب شبيه بأسلوبها الأصلي فهو يمتاز بالإيجاز والاختصار والدقة والشمول والالتزام لما في الوثيقة وذلك دون تفسير أو نقد وبدون تمييز لكاتب المقال.أو يعتبر المستخلص عرض موجز أو ملخص لمحتويات (موضوعات)اوعية المعلومات مع إشارة ببليوجرافية للوعاء الذي تم استخلاصة والمعلومات هي (اسم المؤلف -عنوان الكتاب-رقم الطبعة-مكان النشر-اسم الناشر-تاريخ النشر-عدد الصفحات).

## تمهيد
تعتبر عملية الاستخلاص وسيلة هامة من وسائل استرجاع المعلومات وقنوات الاتصال بين مصادر المعلومات من جهة والمستفيدين من جهة أخرى، وتلعب المستخلصات نتاج عملية الاستخلاص دوراً مهماً في توفير وقت الباحث واطلاعه على كل ما هو جديد في مجال تخصصه واهتماماته من مصادر المعلومات سواء كانت في شكل كتب أو دراسات أو دوريات أو وثائق أو رسائل جامعية أو أعمال مؤتمرت... الخ وهي عملية تحتاج إلى خبرة ومهارة في تقديم المعلومات.

## تعريف المستخلصات
عمل يقدم معلومات ملخصة ومكثفة وشاملة ذات دلالة ومصاغة بطريقة معينة لتعريف الباحث بمحتوى وثيقة معينة دون اضطراره للرجوع إليها كما يقدم له معلومات وبيانات ببليوجرافية كافية تساعد في التعرف على المقالات والمطبوعات في المجالات الموضوعية المتخصصة عن الوثيقة وتساعده على معرفة التطورات في مجال تخصصه دون إضاعة للوقت والجهد ويعتبر المستخلص موجز أو مختصر يمثل أو يصور محتويات الوثيقة أو المطبوع في أسلوب شبيه بأسلوبها الأصلي فهو يمتاز بالإيجاز والاختصار والدقة والشمول والالتزام لما في الوثيقة وذلك دون تفسير أو نقد وبدون تمييز لكاتب المقال.
تعريف المستخلص: هو عرض بسيط وموجز أو ملخص لمحتوي اوعيه المعلومات يتراوح من 10% و20% من عدد كلمات الوعاء الاصلي الذي يتم استخلاصة.

## خطوات إعداد المستخلص
1. تحديد المعلومات الببليوغرافية الخاصة بالوثيقة وتشمل تحديد العنوان وبيانات المؤلف وبيانات الإحالة إلى المصدر ويبدأ المستخلص عادة بالعنوان ثم اسم المؤلف ثم الإحالة إلى المصدر الأساسي ويكتب عنوان الوثيقة كاملا بنفس ترتيب كلماته وهجائه ويتم ذكر العناوين الفرعية أيضا وتتم ترجمة العنوان إذا كان بلغة غير لغة نشرة الاستخلاص ومن ثم يتم ذكر اسم المؤلف والمؤليفين المشاركين والمترجمين إن وجدوا وذكر المعلومات البليوجرافية الخاصة بإحالة إلى المصدر وتشمل اسم الدورية ورقم العدد والمجلد وتاريخ نشر العدد والصفحات التي يشتمل عليها المقال ويجب أن إضافة لغة المقال إذا كان بلغة غير لغة المجلة وذلك في نهاية الإحالة ويوضع بين قوسين.
2. إعداد نص المستخلص وكتابته.
3. المراجعة والتحرير للمستخلص.

## مكونات المستخلص
1. الغرض وهو تحديد الأهداف التي تسعى الوثيقة لتحقيقها والأسباب والمشاكل التي تسعى الوثيقة إلى إظهارها ودراستها.
2. الطريقة التي استعملت في الوثيقة للوصول إلى النتائج المحددة وكيفية معاملة الكاتب للموضوع ونوع المعلومات التي استعملت ومصادرها والاختيارات والمقاييس التي تم استعمالها.
3. النتائج التي توصل إليها من خلال الدراسة أو البحث أو التجربة أو غيرها سواء كانت سلبية أو إيجابية.

## أنواع المستخلصات
يمكن تقسيم المستخلصات وفقا لانواع عديده...
وفقا للهدف (مستخلصات اعلامية ومستخلصات وصفية)
وفقا للزمن (مستخلصات راجعة ومستخلصات جارية)
نوع المواد المستخلصة (الدوريات والرسائل الجامعية)
وأبرز هذه المستخلصات هي....
المستخلصات الاعلامية: وهي المستخلصات التي تقدم المعلومات ذات الأهمية الكبيرة المحتملة التي تتضمنها الوثيقة في صورة موجزة وهي تعتبر تكثيف واضح للأفكار الأساسية والنتائج في الوثيقة الأصلية وهذا يغني الباحث عن الرجوع للوثيقة الأصلية ويبلغ طول المستخلص في حده الأعلى 500 كلمة وهذا النوع من المستخلصات تعمل على استخلاص الوثائق بلغات غير مؤلوفة بالنسبة للمستفيدين وكذلك المقالات المنشورة في الدوريات التي يصعب الحصول عليها وتقارير البحوث محدودة التداول والوثائق التي يصعب الحصول عليها.
المستخلصات الوصفية: هي مستخلصات قصيرة جدا تحتوي على وصف عام لمحتوى الوثيقة ومعلومات عامة عنها وهي تعطي صورة مصغرة عن الوثائق المستخلصة ويتم إعداد هذا النوع من المستخلصات بقصد تيسير مهمة المستفيدين وتمتاز هذه المستخلصات بإمكانية إعدادها بسرعة وبأقل التكاليف ويمكن اعتبار هذا النوع من المستخلصات شكلا من أشكال التكشيف لأنها تشتمل على المصطلحات الدالة على أهم الموضوعات التي تحتويها الوثيقة مع ربط المصطلحات ببعضها البعض في شكل جمل وعبارات بدلا من تركها في شكل واصفات.
المستخلصات الاعلامية الدلالية: وهي المستخلصات التي تجمع بين النوعين السابقين حيث تعطي في بداية المستخلص فكرة عامة دلالية عن الوثيقة وتشتمل في عرض مكوناتها لتكون مستخلصات إعلامية لذلك فهي تجمع بين كونها دلالية يمكن للقارئ أن يتوقف عن قراءة المستخلص بعد الجملة الأولى ويمكن أن تكون إعلامية بعد أن تقدم كافة المعلومات المطلوبة.
المستخلصات النقدية: وهي المستخلصات التي تقدم وصف لمحتوى الوثائق وتهتم بتقديم حكم على الوثيقة الأصلية وتقوم بتقيمها من حيث المستوى والمعالجة والوضوح وطريقة العرض ويمثل هذا النوع من المستخلصات وجهة نظر المحرر أو كاتب المستخلص وليس وجهة نظر مؤلف الوثيقة.
المستخلصات المصغرة: تظهر هذه المستخلصات بأشكال وأحجام مختلفة وهي في العادة أقصر من الأنواع الأخرى من المستخلصات وتظهر في العادة كتوضيح لعنوان الوثيقة ومن أشكالها المستخلصات المفتاحية التي تضم كلمات مفتاحية مأخوذة من نصوص الوثيقة المستخلصة والتي تفيد عملية التكشيف الآلي والمستخلصات البرقية التي تتكون من أشباه جمل قصيرة على شكل ملاحظات تمثل محتوى الوثيقة والمستخلصات الموجرة التي تتكون عادة من جملة أو جملتين وتظهر على شكل عناون تساعد على فهم محتوى الوثيقة.
المستخلصات الاحصائية: وهي المستخلصات التي تحتوي على بيانات في شكل جداول أو أرقام وتمتاز هذه المستخلصات بالإيجاز وسهولة القراءة وتعتبر لطبيعتها الرقمية أكثر موضوعية من غيرها من المستخلصات.
المستخلصات المتحيزة: وهي المستخلصات التي يتم إعدادها لصالح فئة محددة من المستفيدين أو تركز على تخصص معين أو على قطاعات معينة من نصوص الوثائق المستخلصة كالاهتمام بالنتائج وأسلوب البحث دون سواها من عناصر الوثائق المستخلصة.
المستخلصات المقتبسة: وهي عبارة عن جمل وبيانات وجداول يتم اقتباسها كما هي من نصوص الوثائق الأصلية ويتطلب إعداد هذا النوع من المستخلصات مهارة خاصة في إعدادها تتعلق بالقدرة على التعرف على الجمل المفتاحية التي تعبر عن أهم ما تشتمل عليه الوثائق الأصلية من معلومات.
مستخلصات المؤلفين: وهو المستخلص الذي يقوم المؤلف بكتابته بناء على طلب محررو الدوريات وغالبا ما تنشر تلك المستخلصات في صدر أو بداية المقالات وبعد العنوان مباشرة وعادة ما يتصف هذا النوع من المستخلصات بالقصور والضعف في جوانب متعددة.
المستخلصات ذات الشكل الموحد: وهو بمثابة جهد كبير ونمطية جديدة من بعض مؤسسات إنتاج المعلومات وذلك بهدف تحقيق التوحيد في الممارسات وفي هذا النوع من المستخلصات يتم تحديد العناصر التي ينبغي تغطيتها في الاستخلاص مثل حدود البحث وأهدافه والطرق المتبعة في إخراجه والنتائج التي انتهى إليها بحيث تكون هذه العناصر بمثابة قائمة مراجعة يلتزم بها كاتب المستخلص ويتجنب أي نقص مظاهر القصور الناتج عن ضغظ العمل في طريقة الإعداد.
المستخلصات التلغرافية: وهي المستخلصات التي تقوم بتجميع الكلمات الهامة والواردة في نص الوثيقة المستخلصة وهي تمثل أحد الأشكال المبتكرة لمدخلات نظم الاسترجاع الإلكتروني وقد ثبت صعوبة الاستفادة منها لأنه يجب على المستفيدين دراسة قواعد اللغة الاصطناعية المستخدمة في بيان كل مصطلح وعلاقة كل مصطلح بغيره من المصطلحات.

## أشكال المستخلصات
يمكن ان تظهر المستخلصات على النحو التالي:
- مع الوثيقة نفسها وكجزء منها وعادة في مقدمتها وفي هذه الحالة يقوم المؤلف نفسه بإعداد المستخلص.
- مستقلة تماماً عن الوثيقة الاصلية وفي هذه الحالة تظهر المستخلصات في شكل دوريات وقد تكون مخزنة الياً.

## مواصفات المستخلص الجيد
يوصف المستخلص الجيد بأنه:
1. قليل التكاليف.
2. له علاقة وثيقة بحاجة المستفيدين واهتماماتهم.
3. يعرض المعلومات بسرعة ويمثل الوثيقة الأصلية من حيث مضمونها.
4. أسلوبه موحد وواضح.
5. لغته مفهومة وواضحة للقراء.
6. التغطية من حيث مصادر المعلومات التي تقوم باستخلاصها شكلا وموضوعا ولغة.

## القائمون على الاستخلاص
1. مؤلف الوثيقة حيث أنه أدرى من غيره بطبيعة الموضوع أو الموضوعات التي تعالعها الوثيقة.
2. المختصون بموضوع الوثيقة وغالبا ما تلجأ مؤسسات كثيرة لمثل هولاء لإعداد مستخلصات نقدية للوثائق وذلك لقدرتهم على الحكم على الوثيقة.
3. المستخلصون المحترفون وهم فئة خاصة في مراكز المعلومات الذين لديهم خبرة واسعة في مجال الاستخلاص وتكون نظرته أشمل من اخصائي الموضوع بالنسبة لإحتياجات المكتبة والمستفيدين.
4. تقوم كل هيئة بإعداد المستخلصات الخاصة بها أو تعهد بالعملية إلى هيئة متخصصة في هذا المجال.

## الترتيب والتنظيم
- حسب تسلسل ارقام التصنيف.
- حسب رؤوس الموضوعات مرتبة الفبائياً.

## استخدام الحاسوب في الاستخلاص
إن البحث في استخدام الحاسوب في الاستخلاص قد أدى إلى تعميق فهمنا لعملية الاستخلاص والاقتباس كما يمارسها البشر وإن الفكرة الأساسية التي ينبني عليها الاستخلاص الآلي أن بعض الجمل التي تشتمل عليها الوثيقة عادة ما تكون غنية بما فيه الكفاية بالكلمات التي تكرر في ثنايا الوثيقة بشكل يجعل هذه الجمل قادرة على إحاطة القارئ موضوع الوثيقة تماما حيث يقوم الحاسوب بإحصاء عدد المرات التي تواتر الكلمات في النص والتقاط الجمل المحملة أكثر من غيرها بالكلمات التي تتردد أكثر من غيرها.
خطوات إعداد المستخلصات بواسطة الحاسوب:
1. تحويل الوثيقة إلى شكل قابل للقراءة بواسطة الحاسب الإلكتروني حيث يتم استخدام العديد من أشكال الحروف المختلفة فضلا عن الرموز والجداول والرسومات البيانية وغيرها.
2. وضع معايير تقدير أهمية الجملة تمثل المعايير الخاصة بحساب أهمية الكلمات والجمل أو مدى قدرتها على التمثيل والدلالة في النص وتعتمد هذه المعايير على إحصاء تردد الكلمات والجمل التي تشمل على الكلمات عالية التردد.
3. تحليل النص والتقاط الجمل: كتابة البرامج التي تقوم بتحليل نصوص الوثيقة وتقدير أهمية كل كلمة وحساب رصيد كل جملة من الكلمات الهامة ثم التقاط تلك الجمل التي تشكل الاقتباس الآلي.
4. الإخراج والطباعة عادة ما تطبع الاقتباسات بواسطة طابع خارج الخط المباشر.